# Марине у Средоземном мору
Марина (од шпанског [], португалски [] и италијански [], Обала или обала) је док или басен са везовима и обезбјеђује услуге за јахте и мале бродове. Марина се разликује од лука тако што у марину не пристају велики путнички бродови или теретни бродови.
Марина обезбјеђује услуге за јахте као матична или привремена лука, и може послужити као центар за поправку и одржавање, гранични прелаз и место за набавку горива ослобођеног од царина.

## Број марина за суперјахте по држави, у региону Медитерана
- Италија – 78
- Југ Француске – 35
- Шпанија – 35
- Хрватска – 25
- Турска - 22
- Грчка - 11
- Тунис - 4
- Малта, Кипар, Мароко - 2
- Црна Гора - 1

Укупни капацитет на Западном Медитерану износи 8,500 везова.

### Италија
Италија има велику листу лука и марина са богатим садржајима и позната је по међународно доброј репутацији што се тиче хране и вина. На Сардинији су удаљености између марина мале и могуће их је посетити у току једног дана. Такође постоји много скривених увала где је дозвољено усидравање.

### Француска
Са неколико великих марина дуж њене обале, Француска ривијера је значајна дестинација за једрење и крстарење. Магнет је за јахташе из Северне Европе, али и целог света.

### Шпанија
Шпанија је савршена дестинација за све љубитеље једрења током целе године. Дуж шпанске обале налазе се бројне марине, идеалне за оне који траже вез за своју јахту, али и за оне који само желе уживати у угођају луке. Све марине пружају различите садржаје за посетиоце и наутичаре. Већина марина имају осигуране везове за мега јахте и нуде уобичајене садржаје и услуге.

### Хрватска
Са више од 50 марина и још више лука које пружају све што је потребно за једрење, Хрватска је врло популарна међу једриличарима. Марине су смештене на веома добро заштићеним локацијама, од већих градова до мањих увала на острвима.

### Турска
Турска има велик број добро опремљених марина дуж обала Средоземног, Мраморног, Егејског и Црног мора које нуде инфраструктуру и везове за све типове бродова и јахти. Већина марина су првокласне и пружају техничку подршку, услуге поправка и многе друге услуге.

### Грчка
Грчка је окружена водом, прецизније Егејским и Јонским морем. Има приближно 6 000 острва и острвчића, али само 227 их је насељено због чега је Грчка врло популарна међу наутичарима. Сва ова острва нуде садржаје и испуњавају све услове потребне за безбрижно једрење.

### Црна Гора
На црногорском приморју, постоји велики број марина, које су оспособљене да приме чак и супер туристичке јахте. Међу боље опремљеним маринама су: Улцињ, Бар, Будва, Тиват, Котор, Зеленика и Херцег Нови.

## Градови луке у Средоземном мору
- У Италији: Сан Ремо, Алгеро, Лука Торес, Сан Антиоко, Ђенова, Пула, Каљари, Олбиа, Ливорно, Орбетело, Венеција, Марсала, Трапани, Терасини, Палермо, Трст, Напуљ, Салерно, Катанија, Сиракуза, Месина, регион Калабрије, Бари, Таранто, Отранто, Рим;
- У Француској: Агд, Сет, Марсеј, Тулон, Кан, Ница, Ажакио;
- У Шпанији: Алхесирас, Сеута, Малага, Мелија, Алмерија, Картагена, Аликанте, Валенсија, Кастелон де ла Плана, Калп, Денија, Сан Карл де ла Рапита, Тарагона, Сан Антонио Абад, Ибиза, Сихе, Барселона, Бадалона, Палма, Алсудија, Кала Мијор, Цитадела, Маон;
- У Хрватској: Пула, Ријека, Задар, Водице, Шибеник, Комижа, Вис, Сплит, Хвар, Солин, Стари град, Плоче, Дубровник;
- У Турској: Албатрос, Бодрум, Фетије Ес Сарај, Гочек, Кушадаси, Мармарис, Орханије, Сетур Анталија, Истанбул;
- У Грчкој: Корфу, Кос, Олимпик, Лефкада, Алимос, Каламаки, Самос, Превеза, Атина, Родос, Скијатос, Сирос Фионикас, Санторини;
- у Црној Гори: Котор, Тиват, Будва, Бар, Улцињ;
- У Монаку: Монако;
- У Гибралтару: Гибралтар;
- У Словенији: Пиран;
- У Албанији: Велипоје, Дурес, Влоре, Лезе, Дерми, Химаре, Саранде,
- У Мароку: Тангиер, Ал Хоцеима, Надор;
- У Алжиру: Оран, Мастаганем, Алжир, Бгаја, Јијел, Скикда, Анаба;
- У Либији: Зуварах, Триполи, Бенгази;
- У Тунису: Табарка, Бизерте, Тунис, Сус, Набеул, Сфакс, Келибија;
- У Египту: Александрија;
- У Израелу: Тел Авив, Ашдод, Хаифа.

## Највеће луке у Средоземном мору
- Атина, Грчка;
- Барселона, Шпанија;
- Дубровник, Хрватска;
- Истанбул, Турска;
- Рим, Италија;
- Санторини, Грчка;
- Валета, Малта;
- Венеција, Италија;
- Азурна обала, Француска.[9]

## Предности западних обала Средоземног мора у односу на источне обале
- Азурна обала (Француска), Коста Брава (Шпанија) и Коста Смералда (Италија) су добро развијене луксузне дестинације када су у питању јахте, везови и марине.
- Црна Гора није позната као дестинација за јахте иако има потенцијала. У Црној Гори је изражен недостатак присутности славних личности, што Италија, Француска и Шпанија имају већ дуго времена[1].
- Познати догађаји везани за јахте – Monako, Canes, Genova yacht shows итд.[10]

## Галерија
- Марина Питагорион на острву Самос у Грчкој
- Марина Порто Монтенегро крај Тивта у Црној Гори